# Paectes chlorophora
Paectes chlorophora là một loài bướm đêm trong họ Noctuidae.